# 杭绍台铁路有限公司
杭绍台铁路有限公司，是负责杭绍台城际铁路PPP项目运营而成立的公司,2017年12月成立于杭州。

## 历史
2017年12月15日，杭绍台铁路有限公司获得台州市工商行政管理局核准注册。
2017年12月21日，杭绍台铁路有限公司创立大会在杭州召开，民营联合体、中国铁路发展基金股份有限公司、浙江省交通投资集团有限公司、台州市铁路建设投资有限公司、绍兴市交通投资集团有限公司等各方代表参加。会议上审议通过了《杭绍台铁路有限公司章程》、选举产生了第一届董事会董事成员，第一届监事会监事成员，吴培荣当选公司首任总经理。会议还审议批准了公司2017、2018财务预算方案、公司内部机构设置及薪酬方案等议题。并在各界人士见证下，为杭绍台铁路有限公司成立揭牌。